# 徐道焜
徐道焜（1848年—？），號仲文，江西省吉水縣人，清朝政治人物、進士出身。
同治九年，優貢生。光緒元年，江西鄉試中舉。光緒三年，登進士，改翰林院庶吉士。光緒六年，任工部候補主事。光緒十八年，任工部硝磺庫主事。光緒二十一年，升任工部都水司員外郎、工部都水司郎中。光緒二十二年，改任江南道監察御史。